# ماكس كيس
ماكس كيس (بالإنجليزية: Max Kase)‏ هو صحفي أمريكي، ولد في 21 يوليو 1897 في نيويورك في الولايات المتحدة، وتوفي في 20 مارس 1974 في يونكيرس في الولايات المتحدة.